# Logandale

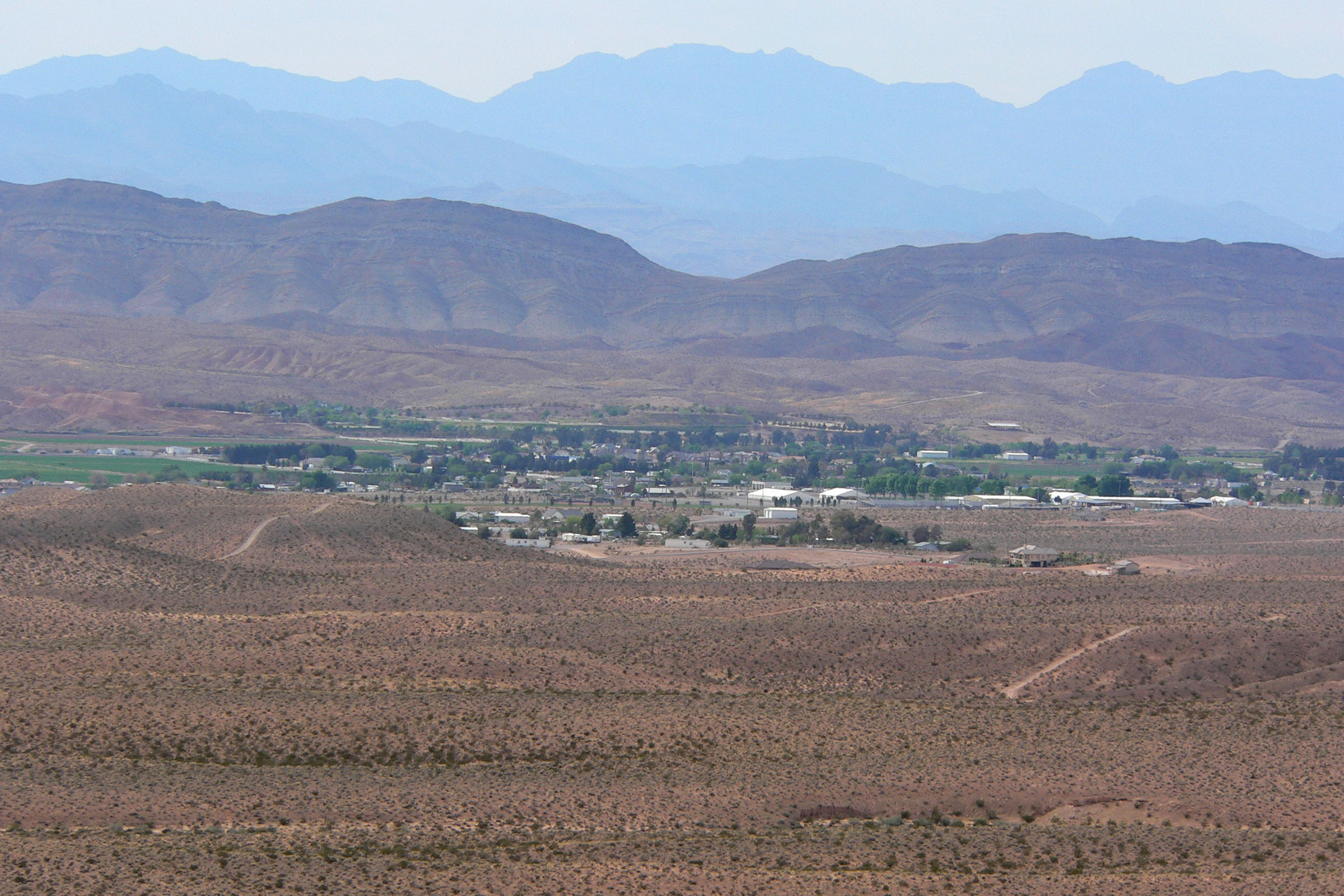
Vista de Longdale

Logandale é uma área não incorporada no condado de Clark, estado de Nevada. A comunidade é a sede da  Clark County Fair and Rodeo. A localidade começou como uma estação de comboio em 1912. Originalmente tinha o nome de Logan, mas para evitar confusões com  Logan  o nome foi alterado para o nome atual 

## Geografia
Logandale fica localizado no norte de Moapa Valley. Pode-se chegar à vila através da saída de  off of Interstate Highway 15, indo a sul da Highway 169.

## Mídia
KADD, uma rádio étnica de mandarim tem aqui a sua sede.

## Cultura
The Clark County Fair and Rodeo tem lugar anualmente em Logandale.

## Educação
O Clark County School District serve a vila.

## Residentes notáveis
- Robert E. Wells